# نیکولاس
نیکولاس (اسپانیایی: Nicolás‎؛ زادهٔ ۱۲ ژانویهٔ ۱۹۹۹) یک بازیکن فوتبال اهل اروگوئه است که در پست مهاجم برای باشگاه فوتبال اتلتیکو مادرید بی بازی می‌کند.
وی همچنین در تیم ملی فوتبال زیر ۱۷ سال اروگوئه بازی کرده‌است.